# El Molino (serie de televisión)
The Mill (en español: El molino), es una serie de televisión dramática británica de 2013 transmitida por Channel 4 en Reino Unido. Fue desarrollada por Emily Dalton utilizando historias de los archivos de National Trust Property. Se basa en historias y personas de la vida real de los trabajadores de la fábrica textil en Quarry Bank Mill en Cheshire, Inglaterra, combinadas con personajes y eventos ficticios. El programa también se filma en Cheshire.
La primera temporada, escrita por John Fay, está ambientada en la década de 1830 en Gran Bretaña durante la Revolución Industrial. Fue dirigida por James Hawes y producida por Caroline Levy.
La segunda y última temporada, que comenzó a transmitirse el 20 de julio de 2014, y está ambientada entre 1838 y 1842, cuatro años después de la primera temporada. La serie fue cancelada por Channel 4 en 2014, dejando la historia inconclusa

## Sinopsis
La serie se basa en historias de la vida real y personajes ficticios de los trabajadores de la fábrica textil de Molino de Quarry Bank en Cheshire, Inglaterra. 

## Elenco y personajes

### Personajes principales
| Actor                 | Personaje         | Ocupación | Nº de episodios | Duración    |
| --------------------- | ----------------- | --------- | --------------- | ----------- |
| Kerrie Hayes          | Esther Price      | -         | 10              | 2013 - 2014 |
| Matthew McNulty       | Daniel Bate       | Mecánico  | 10              | 2013 - 2014 |
| Holly Lucas           | Susannah Bate     | -         | 10              | 2013 - 2014 |
| Barbara Marten        | Hannah Greg       | -         | 10              | 2013 - 2014 |
| Katherine Rose Morley | Lucy Garner       | -         | 9               | 2013 - 2014 |
| Sacha Parkinson       | Miriam Catterall  | -         | 7               | 2013 - 2014 |
| Hugh Simon            | Dr. Peter Holland | Doctor    | 6               | 2013 - 2014 |
| Andrew-Lee Potts      | William Greg      | -         | 6               | 2014        |
| Aidan McArdle         | John Doherty      | -         | 6               | 2013 - 2014 |
| Connor Dempsey        | Tommy Priestley   | -         | 6               | 2013 - 2014 |
| Mark Frost            | John Howlett      | -         | 6               | 2014        |
| Laura Main            | Rebecca Howlett   | -         | 6               | 2014        |
| Mark Strepan          | Will Whittaker    | -         | 6               | 2014        |
| Dave Hill             | Abe Whittaker     | -         | 6               | 2014        |
| Sope Dirisu           | Peter Gardener    | -         | 6               | 2014        |
| Justin Salinger       | James Windell     | -         | 6               | 2014        |
| Morgan Watkins        | George Windell    | -         | 6               | 2014        |

### Antiguos personajes
| Actor            | Personaje      | Ocupación | Nº de episodios | Duración |
| ---------------- | -------------- | --------- | --------------- | -------- |
| Donald Sumpter   | Samuel Greg    | -         | 4               | 2013     |
| Jamie Draven     | Robert Greg    | -         | 4               | 2013     |
| Claire Rushbrook | Mrs. Timperley | -         | 4               | 2013     |
| Kevin McNally    | Mr. Timperley  | -         | 4               | 2013     |
| Lauren McQueen   | Molly          | -         | 4               | 2013     |
| Craig Parkinson  | Charlie Crout  | -         | 2               | 2013     |

## Episodios

### Primera temporada (2013)
| N.º en serie | N.º en temp. | Título       | Dirigido por | Escrito por | Fecha de emisión original |
| ------------ | ------------ | ------------ | ------------ | ----------- | ------------------------- |
| 1            | 1            | «Episodio 1» | James Hawes  | John Fay    | 28 de julio de 2013       |
| 2            | 2            | «Episodio 2» | James Hawes  | John Fay    | 4 de agosto de 2013       |
| 3            | 3            | «Episodio 3» | James Hawes  | John Fay    | 11 de agosto de 2013      |
| 4            | 4            | «Episodio 4» | James Hawes  | John Fay    | 18 de agosto de 2013      |

### Segunda temporada (2014)
| N.º en serie | N.º en temp. | Título       | Dirigido por  | Escrito por                | Fecha de emisión original |
| ------------ | ------------ | ------------ | ------------- | -------------------------- | ------------------------- |
| 5            | 1            | «Episodio 1» | Susan Tully   | John Fay                   | 20 de julio de 2014       |
| 6            | 2            | «Episodio 2» | Susan Tully   | John Fay                   | 27 de julio de 2014       |
| 7            | 3            | «Episodio 3» | Bill Anderson | Ian Kershaw y Debbie Oates | 3 de agosto de 2014       |
| 8            | 4            | «Episodio 4» | Bill Anderson | Alice Nutter               | 10 de agosto de 2014      |
| 9            | 5            | «Episodio 5» | Bill Anderson | Steven Fay y Tony Green    | 17 de agosto de 2014      |
| 10           | 6            | «Episodio 6» | Bill Anderson | John Fay                   | 24 de agosto de 2014      |

## Producción
Algunos de los exteriores se filmaron en Quarry Bank Mill, mientras que otros en el centro de la ciudad de Chester y en Chester Crown Court. Los interiores del trabajo en el molino se filmaron en Manchester porque «el piso real de la fábrica no se podía convertir fácilmente de su función contemporánea como museo». La filmación adicional se completó en el pueblo de Styal y en MediaCityUK en Salford.

## Recepción
El primer episodio de la primera temporada se emitió la noche del 28 de julio de 2013. La serie fue bien recibida entre los espectadores del Reino Unido, pero recibió críticas mixtas debido a sus controvertidas historias y personajes.
Grace Dent de The Independent lo describió como «tan jodidamente serio, tan seco, tan arenoso Bafta, tan digno de golpearte la cabeza» que no pudo describir los primeros 10 minutos «sin reírse». Arifa Akbar, también en The Independent, comparó su realismo social con The Village de la BBC, pero notó que la trama, sin embargo, tenía suficiente intriga y promesa para mantener a la audiencia interesada. Ceri Radford en The Telegraph lo resumió así: «Toma todos los clichés que puedas pensar sobre la Revolución Industrial, mézclalos todos en un sombrío pantano de aflicción, y eso es prácticamente la apertura de anoche».